# 1,2-Dihydropyridin
1,2-Dihydropyridin ist eine chemische Verbindung, bestehend aus einem sechsgliedrigen ungesättigten Ring, der ein Stickstoffatom besitzt. Ihr ungesättigtes Analogon ist das Pyridin. 1,2-Dihydropyridin ist ein Isomer zu 1,4-Dihydropyridin.

## Darstellung
Die Reduktion von Pyridin mittels Lithiumaluminiumhydrid ergibt ein Gemisch aus 1,2-Dihydropyridin, 1,4-Dihydropyridin und 2,5-Dihydropyridin.

## Biologische Bedeutung
Von biologischer Bedeutung unter den 1,2-Dihydropyridin-Derivaten ist unter anderem der AMPA-Antagonist Perampanel, der als Antikonvulsivum bei Epilepsien eingesetzt wird.

## Externe Links zu erwähnten Verbindungen
1. ↑  Externe Identifikatoren von bzw. Datenbank-Links zu 2,5-Dihydropyridin:  CAS-Nr.: 67684-02-0, PubChem: 15738596, ChemSpider: 10609350, Wikidata: Q27149850.